# Deerfield Beach
Deerfield Beach är en stad (city) i Broward County, i delstaten Florida, USA. Enligt United States Census Bureau har staden en folkmängd på 76 389 invånare (2011) och en landarea på 39,1 km². Den kända rapparen XXXTentacion blev mördad här.